# Moda Expo Santander
Moda Expo Santander es una exposición de moda, calzado y joyería que se realiza anualmente en Bucaramanga. Es organizada por la Cámara de Comercio de Bucaramanga y apoyada por la Gobernación de Santander y la Alcaldía de Bucaramanga
- Santander Fashion Week

Santander Fashion Week y Salón de Joyería
- Expoasoinducals

Feria Internacional del Calzado, Cuero y sus Manufacturas, Expoasoinducals
- 'Eimi

Exposición  Internacional  de Moda  Infantil y Juvenil EIMI

## Ediciones

### 2011
Esta edición contó con la participación de 57 expositores del Santander Fashion Week, 66 expositores de la Exposición Internacional de Moda Infantil EIMI y 500 expositores de ExpoAsoinducals.  Moda Expo Santander 2011 recibió aportes institucionales por $832 millones, recursos provenientes de la Gobernación de Santander, la Alcaldía de Bucaramanga, Proexport y la Cámara de Comercio de Bucaramanga. Santander Fashion Week cerró con negocios por $3.570  millones, Expoasoinducals $3.652  millones y EIMI $4.032 millones. Para un total de $11.254 millones de pesos.

### 2012
Esta edición contó con la participación de 550 expositores de ExpoAsoinducals, visitantes  Santander Fashion Week 5.729, Santander Fashion Week cerró con negocios por $4.146 millones, Expoasoinducals $5.582 millones,